# 공영버스

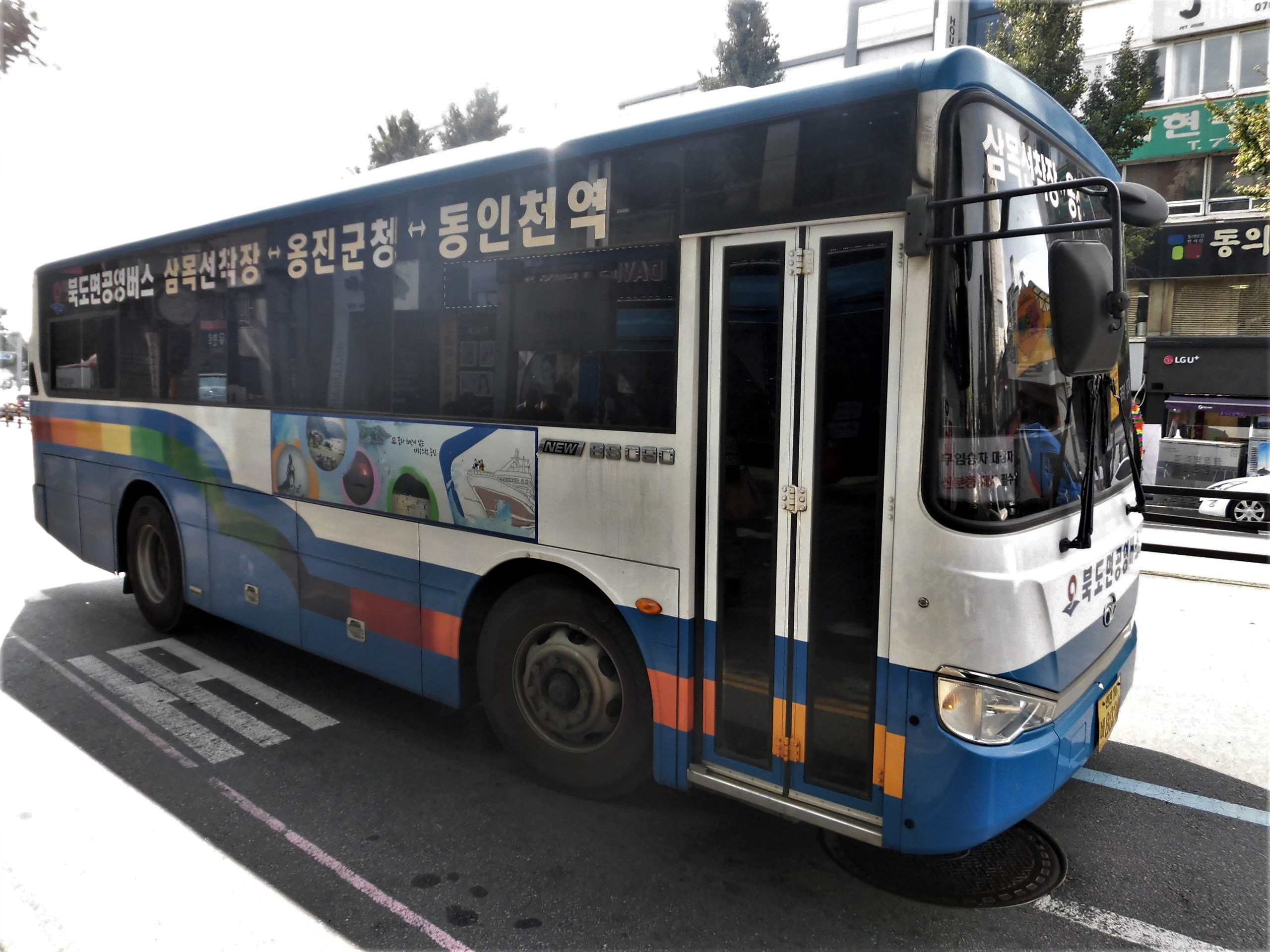
옹진군에서 운영하고 있는 공영버스의 모습. 해당 공영버스는 삼목 선착장, 옹진군청, 동인천역 등지를 오가면서 운행된다.

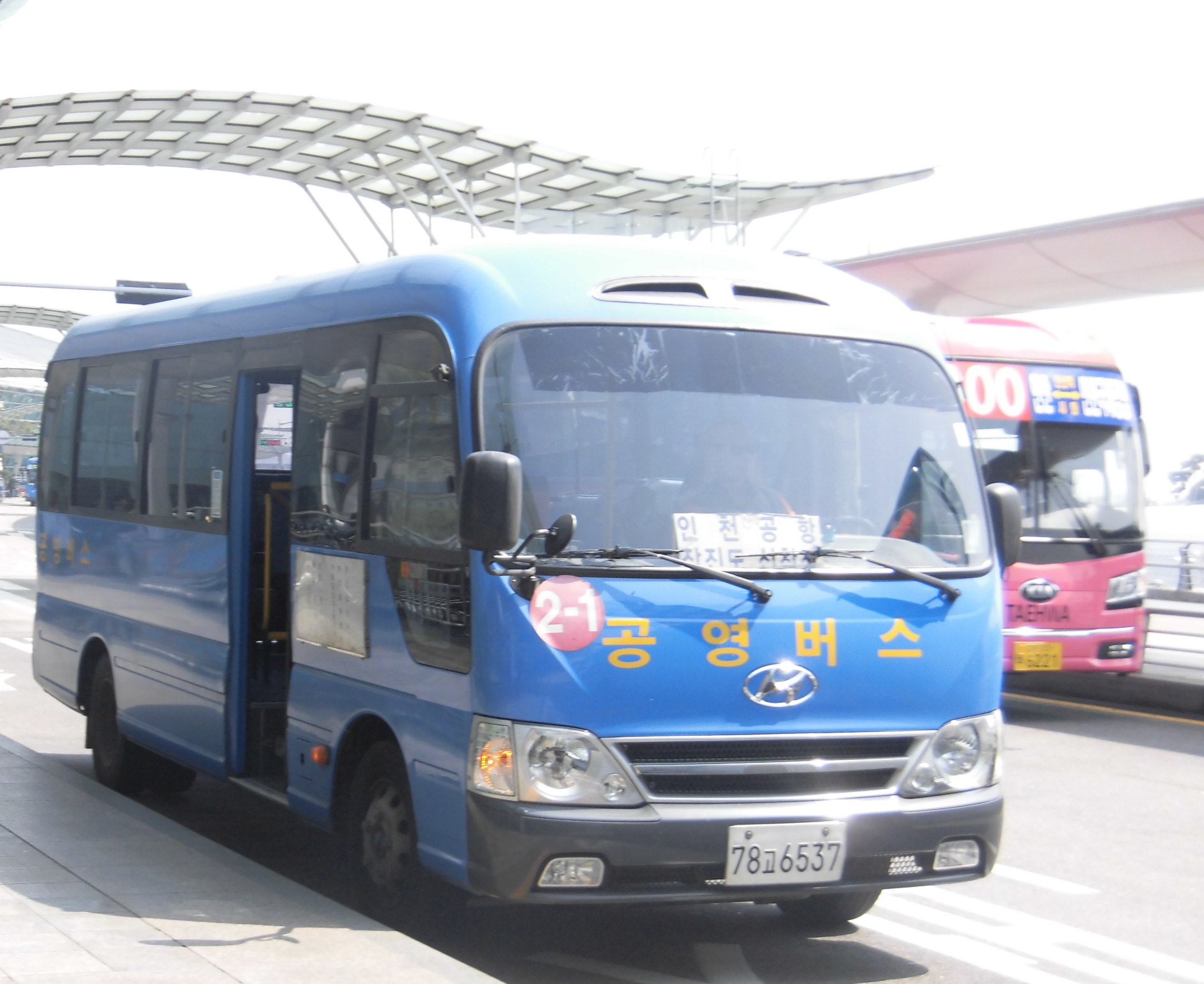
인천 중구 공영버스 2-1번

공영버스는 기초자치단체에서 직접 운행, 관리를 하는 버스 체계, 노선 등이다.

## 대한민국의 공영버스

### 광주광역시
동화운수에서 대촌270번, 임곡290번, 송정296번을 운행 중이며 지선버스 등급이다.

### 세종특별자치시
- 2015년 5월 6일부터 9월까지 세종특별자치시 소유의 버스 2대와 기사를 이용해 1생활권에 시영버스 노선 2개[1]를 시범 운행하였다.[2] 요금은 무료 환승이 불가능한 대신 500원으로 하려 하였으나 선거법 위반으로 다른 버스와 무료 환승이 가능하고 1,200원으로 변경하였다.[3] 그러나 이용객 저조로 인해 2015년 6월 22일부터 노선 1개[4]를 폐지하였다.[5] 그 해 9월 시범 운행이 종료되었다.

- 2015년 7월 29일부터 8월 28일까지 1달간 청사 주변을 순환하는 시영버스를 시범 운행하였다.[6]

- 2016년 7월 15일부터 시에서 시교통공사 설립 전까지 꼬꼬 2개 노선과 광역 1개 노선을 운영할 예정이다.

### 인천광역시
인천광역시에서는 서로 다양한 자치단체에서 공영버스를 운행하고 있다.

### 계양구
- 계양구시설관리공단에서는 계양공영1, 계양공영2를 운행하고 있다.

### 옹진군
- 옹진군청에서 북도면 공영버스를 운행하고 있다.

### 중구
- 신흥교통에서 중구공영1, 중구공영2, 중구공영2-1, 중구공영3, 중구공영4, 중구공영5, 중구공영6, 중구공영6-1를 운행하고 있다.

### 서구
- 대곡교통에서 대곡5를 운행하고있으며, 마을버스 체계로 운행하고 있다.

### 영흥면
- 영흥면공영버스에서는 영흥공영1, 영흥공영2, 영흥공영3을 운행하고 있으며, 선재리공영버스에서는 영흥공영4를 운행하고 있다.

### 전라남도

#### 신안군
- 2007년 5월부터 임자도를 시작으로 농어촌버스 최초로 군 직영 공영버스를 운행하였다. 65세 이상 노인은 무임승차 가능한게 특징이다. 요금은 1000원으로 매우 저렴하다. 일부 섬지역에는 그랜드 스타렉스를 공영버스로 운행 중이다.

### 충청남도

#### 아산시
- 2016년 7월(1차-송악면), 11월(2차-둔포, 영인, 인주면)에 전 마중버스를 인가받아 아산시내까지 직영 운행하는 공영버스를 전면 운행하고 있다. 요금은 성인 1000원, 청소년 800원, 어린이 600원이나 교통카드 사용시 각각 200원이 할인적용된다.

### 강원도

#### 원주시
- 2019년 5월부터 문막읍(일원), 흥업면(일원), 무실동(일부지역) 부분공영제시행 예정

출처 : http://www.wonjutoday.co.kr/news/articleView.html?idxno=107551